# 尤罗沃农村居民点
尤罗沃农村居民点（俄语：Юровское сельское поселение）是俄罗斯联邦布良斯克州特鲁布切夫斯克区所属的一个农村居民点。其下辖有38个居民点，行政中心为尤罗沃。据2015年统计，该农村居民点的人口为2817人。